# Frank Boggs

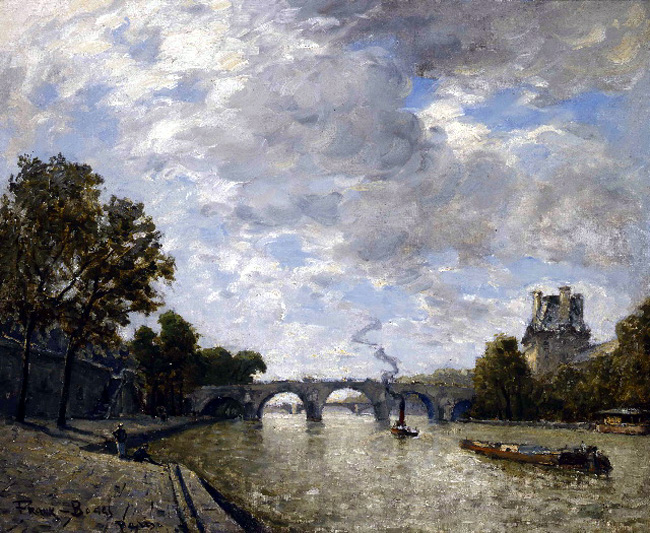
Along the Seine, Paris

Frank Myers Boggs (* 6. Dezember 1855 in Springfield, Ohio; † 8. August 1926 in Meudon, Hauts-de-Seine) war ein französischer Maler US-amerikanischer Herkunft.
Bereits in jungen Jahren kam Boggs als Kunststudent nach New York. 1881 ging er auf Empfehlung seiner Lehrer nach Europa und ließ sich in Paris nieder. Sein Atelier, welches er sich bereits in New York eingerichtet hatte, behielt er bei und kam fast zeit seines Lebens regelmäßig in diese Stadt, um zu malen.
In Paris begann Boggs an der École des Beaux-Arts wiederum Kunst zu studieren und wurde dadurch Schüler von Jean-Léon Gérôme. 1889 wurde Boggs auf der Weltausstellung in Paris mit einer Silbermedaille geehrt.
1920 ging Boggs nach Grasse, um in der Heimatstadt von Jean-Honoré Fragonard zu malen. Neben seinen Aufenthalten in New York reiste Boggs auch immer wieder studienhalber durch die Niederlande.
Auf Anregung des Ministerpräsidenten Alexandre Millerand wurde Boggs 1923 die französische Staatsbürgerschaft verliehen. Später ließ sich Boggs mit seiner Familie in Meudon in der Nähe von Paris nieder und richtete sich unter dem Dach ein sehr geräumiges Atelier ein.
Im Alter von 70 Jahren starb der Maler Frank M. Boggs am 8. August 1926 in Meudon, Hauts-de-Seine. Postum wurde Boggs in die Ehrenlegion aufgenommen.
Der Maler Frank William Boggs (1900–1950), der unter dem Pseudonym Frank Will bekannt wurde, war sein Sohn.

## Werke (Auswahl)
- Hafeneinfahrt von Marseille (1882)
- Die Seine in Paris
- Der Quai Voltaire
- Amsterdam
- Sturm an der Küste

## Weblinks

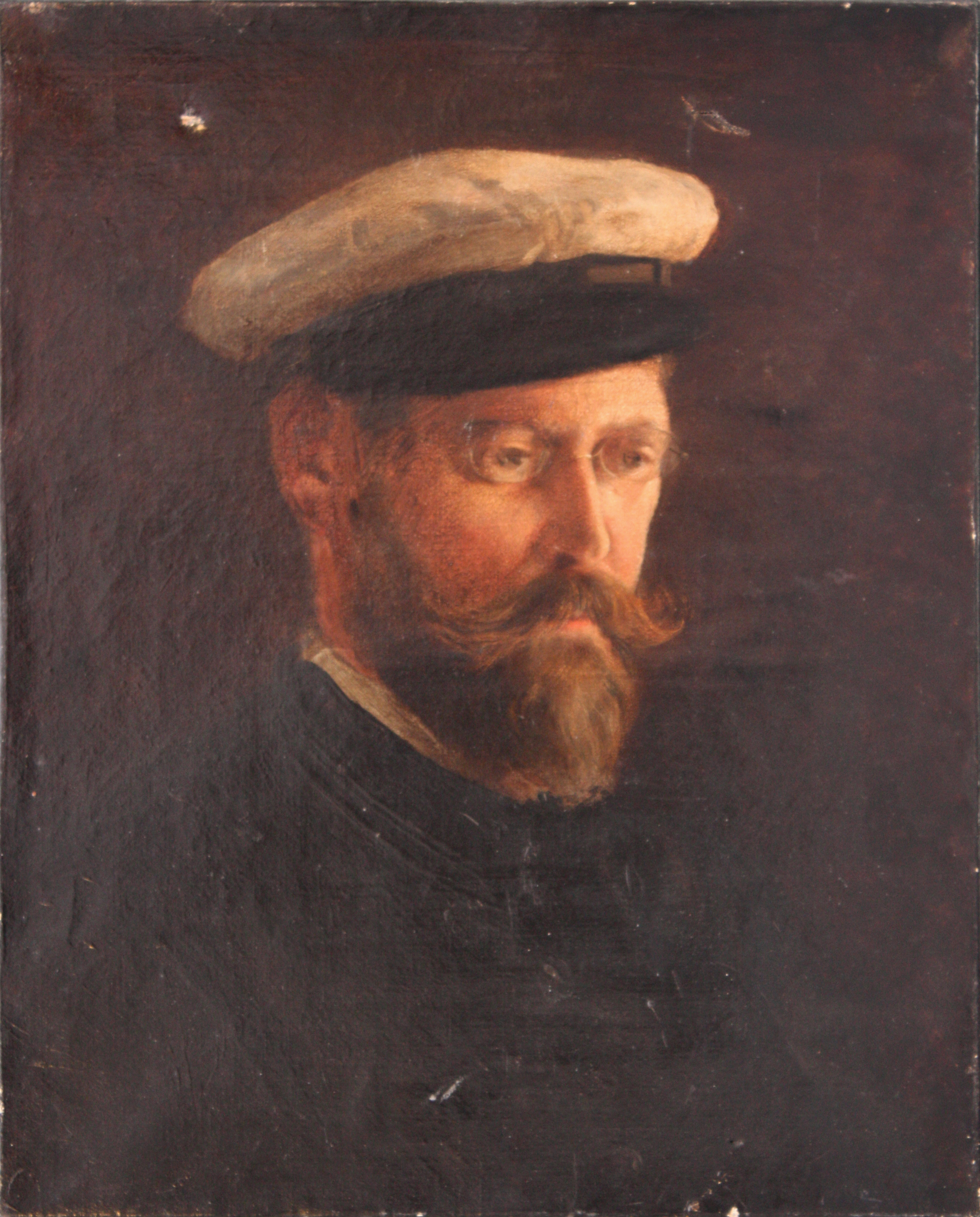
Selbstporträt mit Mütze (zweite Hälfte des 19. Jahrhunderts), Meudon, Museum für Kunst und Geschichte
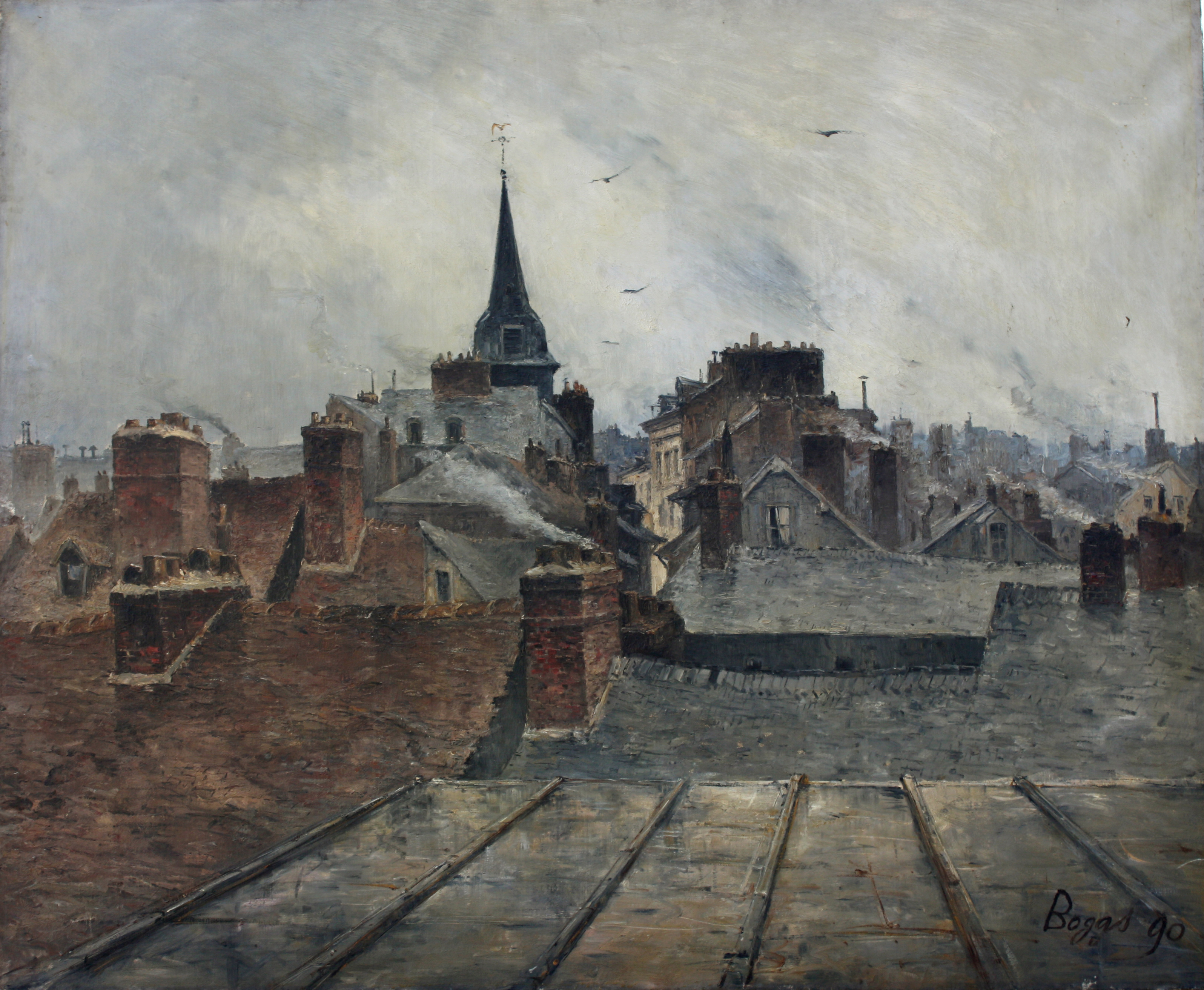
Die Dächer von Rouen (1890), Meudon, Museum für Kunst und Geschichte
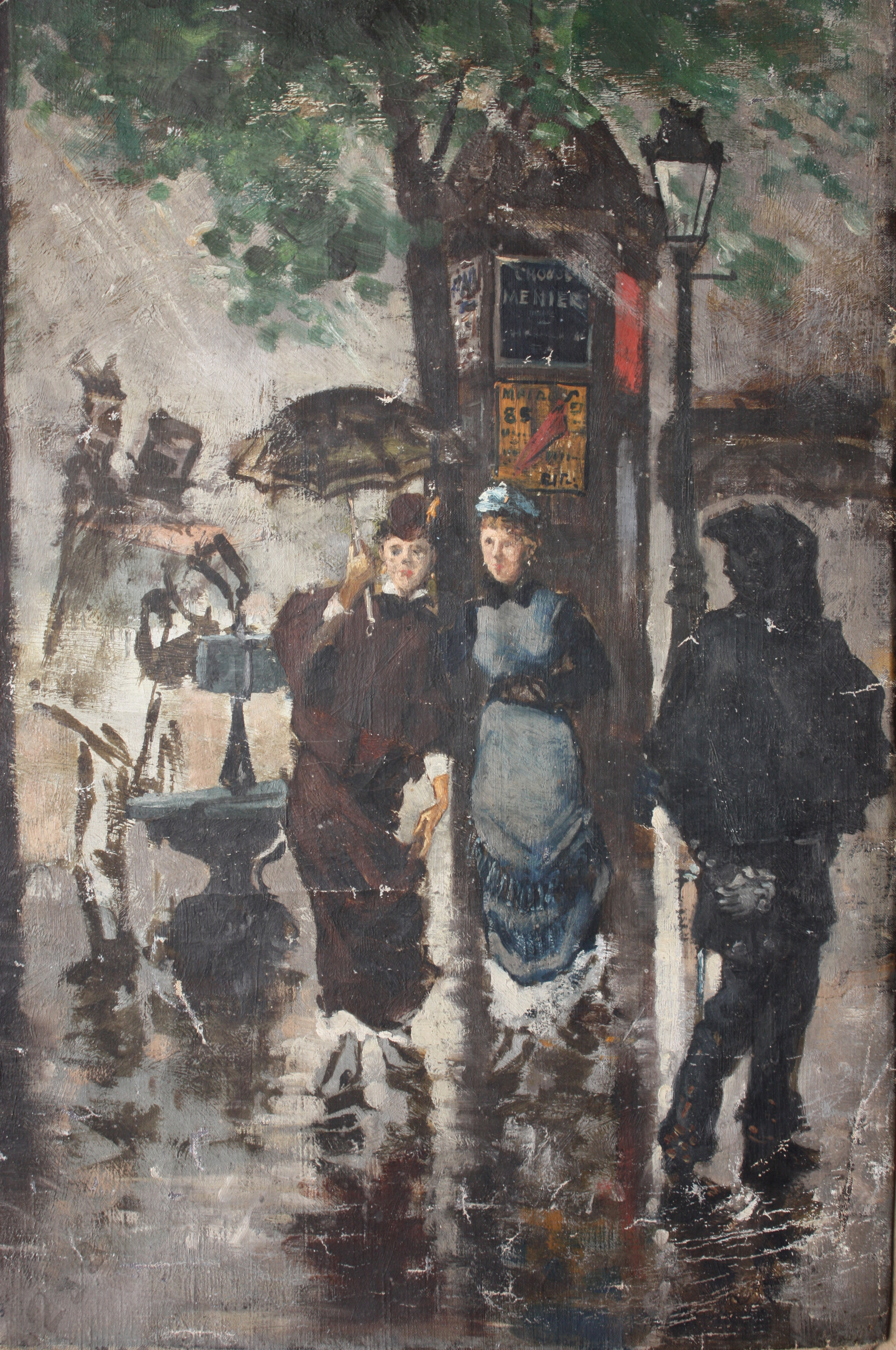
Boulevard im Regen (XX. Jahrhundert), Meudon, Museum für Kunst und Geschichte
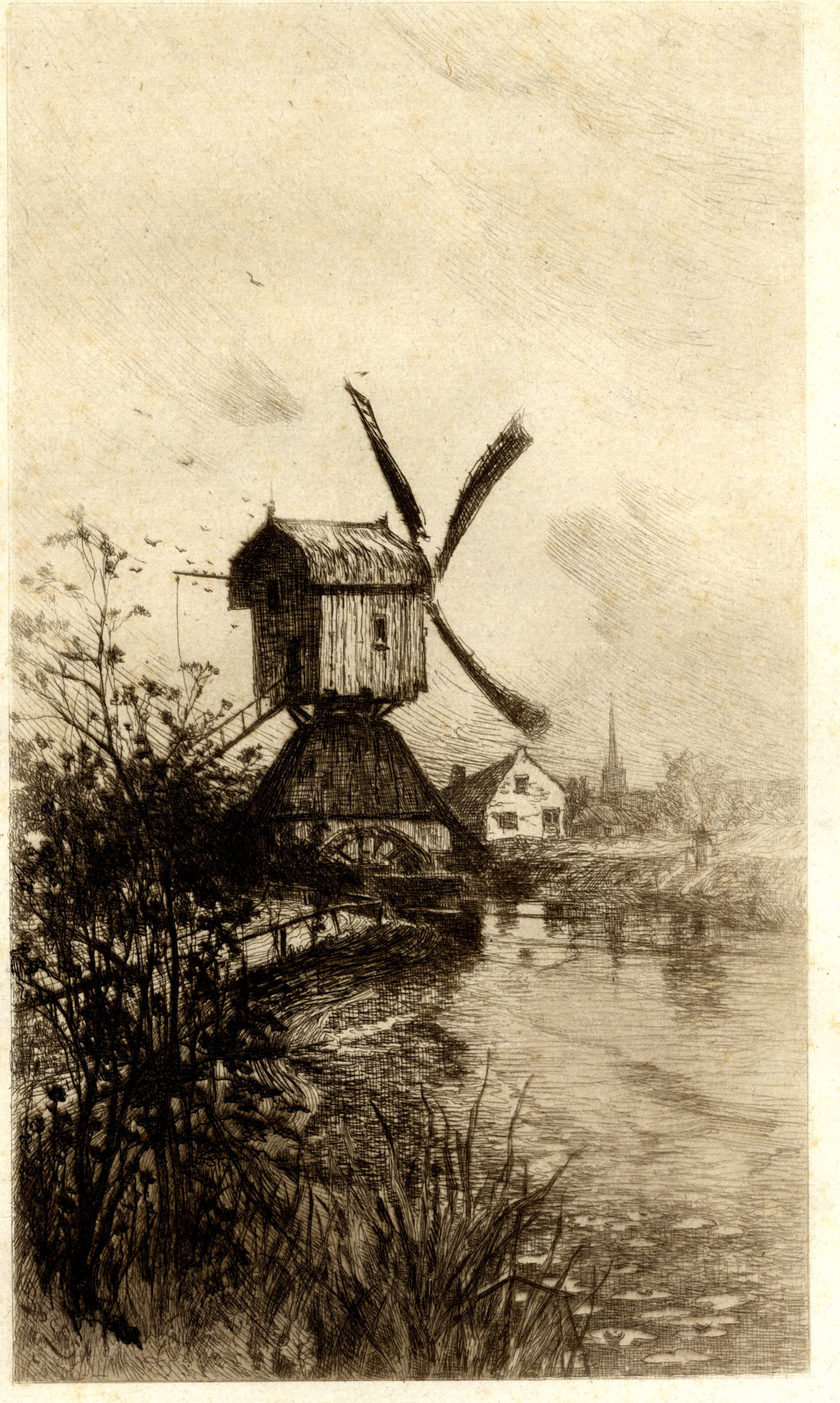
Zaandam windmühle (Ende des 19. Jahrhunderts – Anfang des 20. Jahrhunderts), Meudon, Museum für Kunst und Geschichte
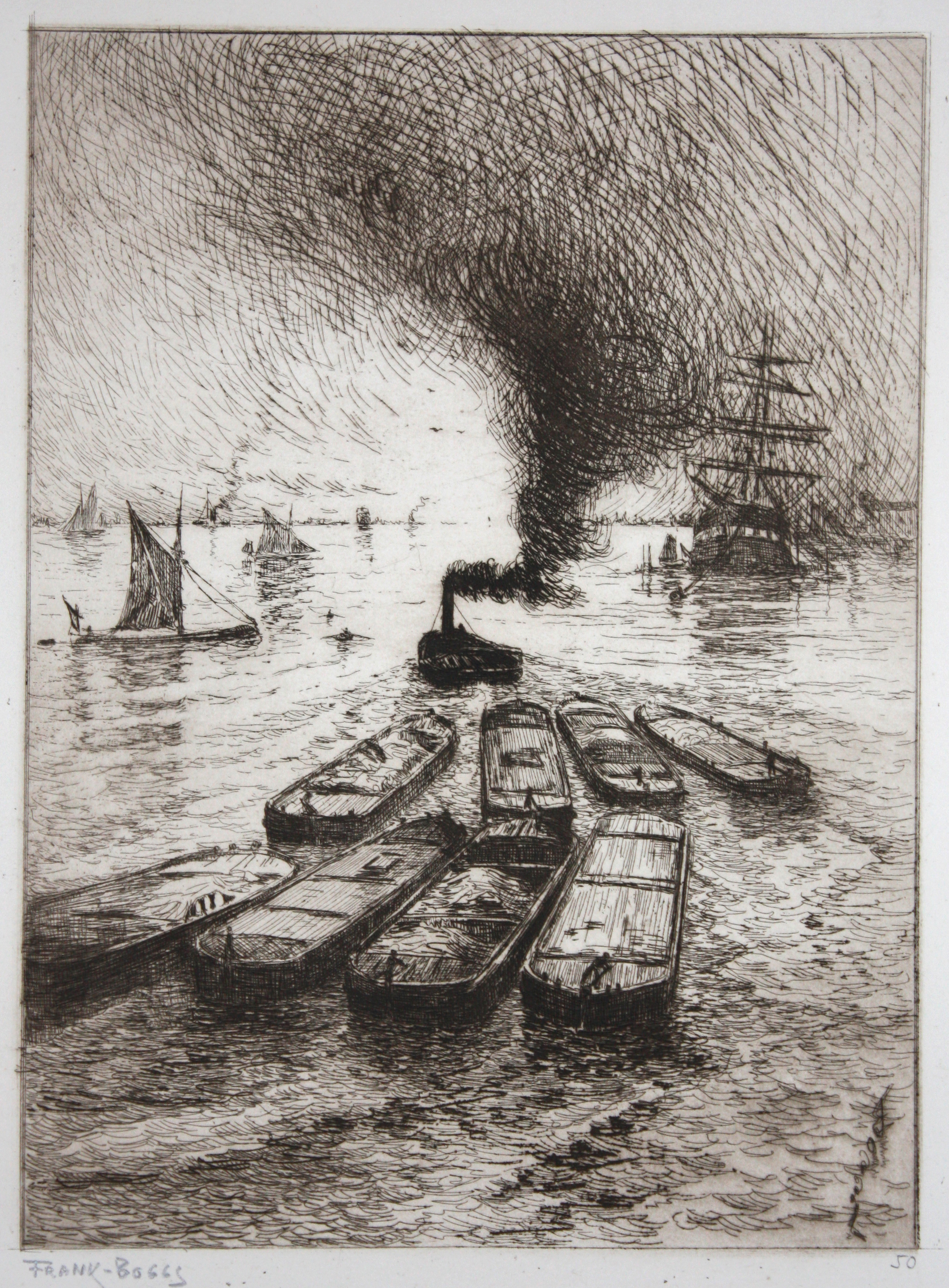
Boote auf der Themse (um 1906), Meudon, Museum für Kunst und Geschichte
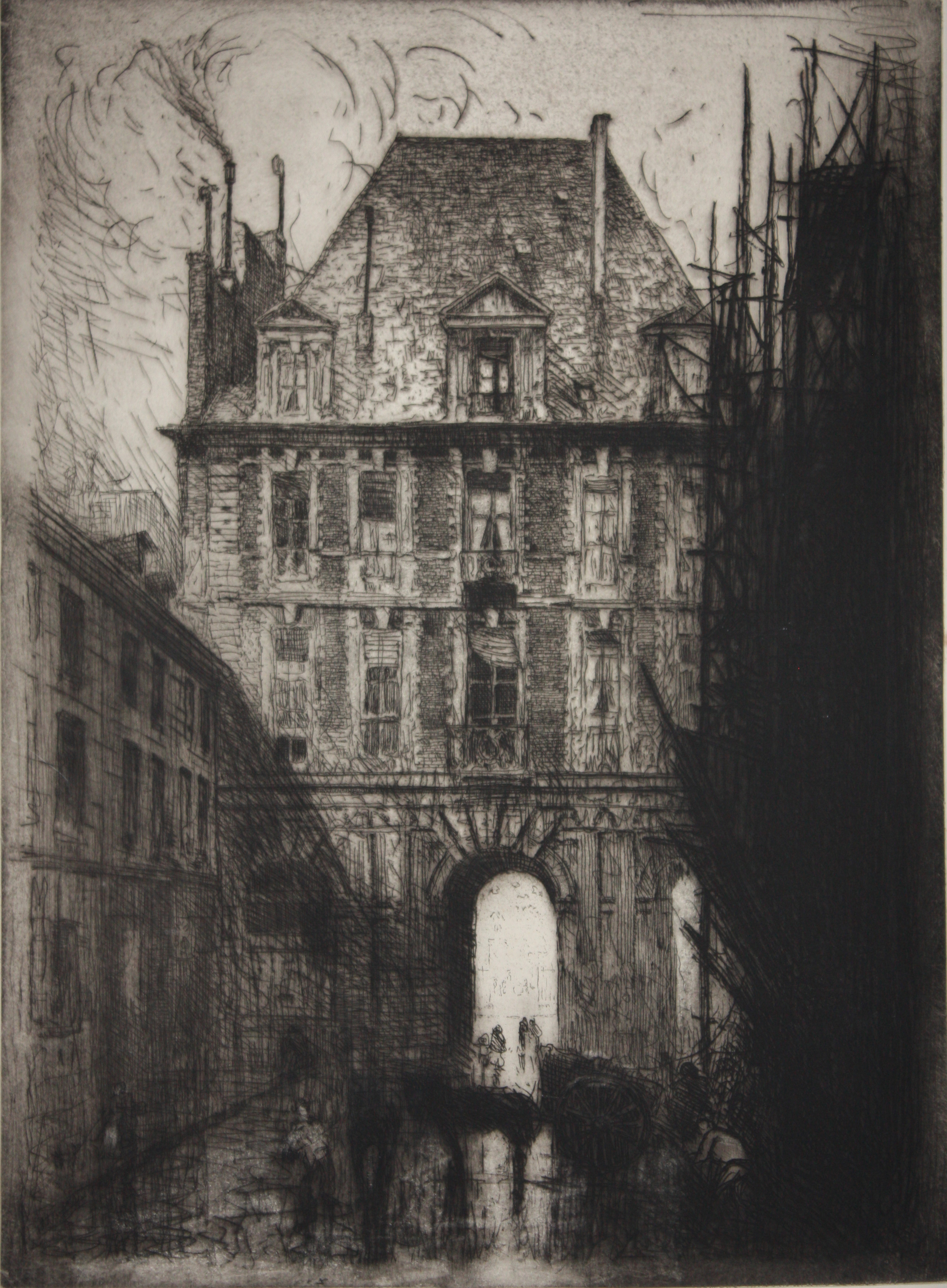
Pavilion Henri IV (um 1906), Meudon, Museum für Kunst und Geschichte
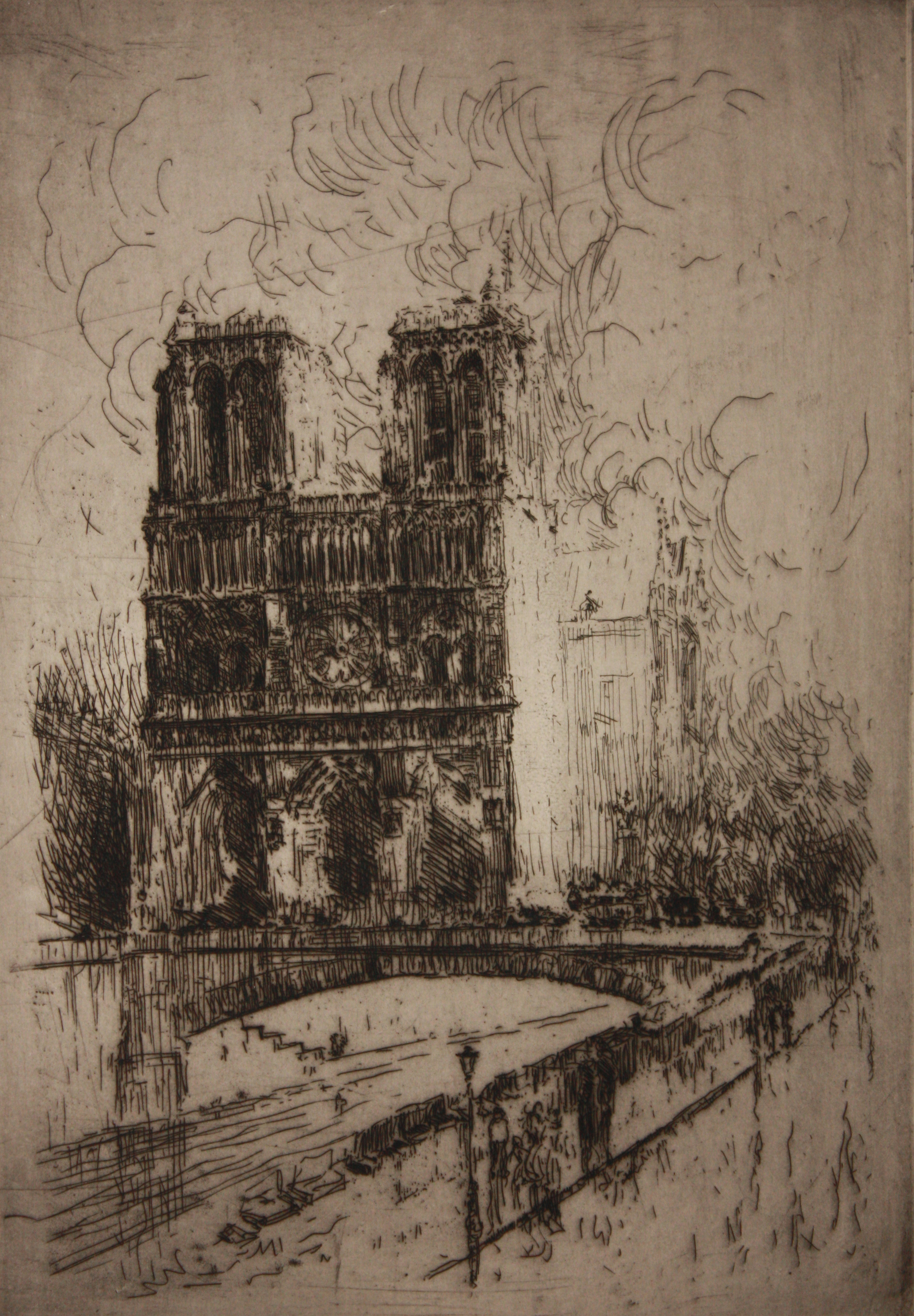
Pariser Notre-Dame (um 1906), Meudon, Museum für Kunst und Geschichte